# 0-1原理
0-1原理（0-1 Principle）是由美国斯坦福大学著名的计算机教授高德纳（Donald Ervin Knuth）提出来的，他在《计算机程序设计艺术》的第三卷：排序与选择中，提出并论证了这个原理。
0-1原理：如果一个排序网络能够正确地对任何0-1序列排序，那么它就能对任意数组成的任意序列正确排序。
这条原理的作用是很大的，为了验证一个n输入排序网络的正确性，我们不必检验所有数字构成的任意长为n的序列，而只需检验
{\displaystyle 2^{n}}个0-1序列就足以验证排序网络是否能正确排序了。